# Autobusna linija br. 234 u Zagrebu
Linija 234 (Glavni kolodvor – Kajzerica – Lanište) dnevna je autobusna linija u Zagrebu.
Prometuje svaki dan na trasi: Glavni kolodvor – Ulica Hrvatske bratske zajednice – Most slobode – Avenija Većeslava Holjevca – Ulica Józsefa Antalla – Ulica Radoslava Cimermana – Avenija Dubrovnik – Remetinečka cesta – Remetinečki gaj – Ulica Vice Vukova – Lanište
Povezuje Lanište i Remetinečki gaj s Glavnim kolodvorom preko Kajzerice. Linija također prolazi uz Savski gaj, Trnsko, Zagrebački velesajam i Bundek.

## Povijest
Pri uvođenju linije ona je prometovala današnjom trasom.
16. ožujka 2009. u dogovoru s Vijećem gradske četvrti Novi Zagreb - zapad, linija 234 mijenja trasu kroz Kajzericu te prometuje Cimermanovom ulicom uz južni savski nasip te Riječkom ulicom u jednom smjeru, a Remetinečkom cestom u drugom smjeru, na Remetinečki rotor.
Takvu trasu je zadržala do rekonstrukcije Remetinečkog rotora. Naime, zbog prometnih i tehničkih razloga takva trasa više nije bila moguća. Na dijelu bivše trase 2021. godine uvedena je linija 243.

## Vanjske poveznice
- Vozni red linije 234